# Doroteu (metge segle V)
Doroteu (en llatí Dorotheus, en grec Δωπόθεος) fou un metge grec de religió cristiana que va viure al segle v.
Va presentar a Isidor de Pelúsion la qüestió de per què els sers immaterials no podien ser objecte de pecat o corrupció com els sers corporis. La resposta li fou donada en una carta que es conserva. (Isidorus Pelusiotes, Epist. 5.191, ed. Paris, 1638).